# 天乳 (星官)
天乳是中国古代星官之一，属于二十八宿的氐宿，位于现代星座划分的巨蛇座，含有1颗恒星。
清代编成的星表《仪象考成》和《仪象考成续编》，天乳增加4星，位于现代星座划分的巨蛇座和天秤座。

## 所含恒星及对应西方名称[1]
| 天乳     | μ Ser          |
|          |                |
| 天乳增一 | A2 Ser         |
| 天乳增二 | b Ser          |
| 天乳增三 | 30 Ser （Lib） |
| 天乳增四 | 30 Ser （Lib） |